# Ivana Bojdová
Ivana Bojdová (* 27. Mai 1985 in Nitra) ist eine slowakische Fußballspielerin.

## Karriere

### Verein
Bojdová begann ihre Karriere in der Jugend des FC Nitra. Zur Saison 2001/02 rückte sie in die erste Mannschaft und spielte bis zum Sommer 2006 für den Verein aus Nitra. Zur Saison 2006/07 wechselte sie zum slowakischen Meister FK Slovan Duslo Šaľa und nahm mit dem Verein am UEFA Women’s Cup, dem Vorgängerwettbewerb der Champions League, teil. Am 27. Juli 2010 verließ sie die Slowakei und wechselte zum polnischen Meister RTP Unia Racibórz, wo sie einen Dreijahresvertrag unterschrieb. Drei Monate vor dem Ablauf ihres Vertrages in Polen kehrte sie dem Verein den Rücken und unterschrieb beim Lady Team Bratislava. Am 20. August 2013 nach knapp vier Monaten beim Lady Team Bratislava, wechselte sie gemeinsam mit Katarína Ištóková zum ŠK FC Povoda.

### Nationalmannschaft
Bojdová spielt seit 2010 in der slowakischen A-Fußballnationalmannschaft der Frauen.